# 森特里 (佛羅里達州)
森特里（英語：Suntree）是位於美國佛羅里達州布里瓦德縣的一個非建制地區。該地的面積和人口皆未知。

## 地理
森特里的座標為28°13′46″N 80°54′05″W / 28.22944°N 80.90139°W，而該地的平均海拔高度為10米（即33英尺）。